# Dio la benedica, dottor Kevorkian
Dio la benedica, dottor Kevorkian (God Bless You, Dr. Kevorkian) è un romanzo del 1999 scritto da Kurt Vonnegut, nello stile di una raccolta di false interviste, in origine per la stazione radiofonica NPR. Il titolo è una parodia del proprio romanzo Dio la benedica, Mr. Rosewater.

## Trama
In questo libro, Vonnegut è un reporter radiofonico che trasmette da un'incerta soglia della vita, su cui scivola avanti e indietro grazie a un uso letterario della macchina per l'eutanasia del medico statunitense esponente di spicco nella lotta per la legalizzazione di tale pratica, Jack Kevorkian. Da questa soglia incerta Vonnegut intervista alcuni personaggi che parlano, con prospettive diverse, della vita e della morte.

## Personaggi
- Mary D. Ainsworth
- Salvatore Biagini
- Birnum Birnum
- John Brown
- Roberta Gorsuch Burke
- Clarence Darrow
- Eugene Victor Debs
- Harold Epstein
- Vivian Hallinan
- Adolf Hitler
- John Wesley Joyce
- Frances Keane
- Sir Isaac Newton
- Peter Pellegrino
- James Earl Ray
- William Shakespeare
- Mary Wollstonecraft Shelley
- Philip Strax
- Carla Faye Tucker
- Kilgore Trout
- Isaac Asimov

## Edizioni
- God bless you, Dr. Kevorkian, New York, Seven Stories Press, 1999, ISBN 1-58322-020-8
- Dio la benedica dott. Kevorkian, traduzione di Vincenzo Mantovani, Milano, Elèuthera, 2000  [1999],  p. 80, ISBN 978-88-85060-45-6.
- Dio la benedica, dottor Kevorkian, traduzione di Vincenzo Mantovani, prefazione di Francesco Piccolo, Roma, minimum fax, aprile 2012  [1999],  p. 73, ISBN 978-88-7521-407-4.